# Eötvös József Gimnázium (Budapest)
Az Eötvös József Gimnázium Budapest egyik jó hírű gimnáziuma, amely a főváros V. kerületében, a Reáltanoda utcában található. Az iskola (és jogelődei) Budapest legrégebbi nem felekezeti iskolája, a főváros első reáliskolája (reáltanodája), valamint az ország első magyar tannyelvű főreáliskolája címet tudhatja magáénak. 2008-ban elnyerte az Oktatási és Kulturális Minisztérium által adományozott „Tehetséggondozó iskola” címet.

## Az iskola története

### Az alapítás
A helytartótanács 1851. november 15-én kelt 1312. számú rendeletében felszólította Pest város polgármesterét, hogy állítson fel egy három osztályból álló reáliskolát. Ez a magyar nyelven írt rendelet az első hivatalos, az iskola alapítására vonatkozó irat, melynek másolata megtalálható az intézmény régi irattárában. 1854 őszétől Thun miniszter megbízta Weiser Józsefet, a bécsi landstrassei főreáliskola igazgatóját az alapítandó pesti intézet ideiglenes vezetésével. Az iskola számára a Redoute egyik, a szabadságharc alatt megrongált szárnyépületének első emeletén jelöltek ki termeket. 1854. november 17-én magyar és német nyelvű falragaszok adták a pesti polgárok tudtára, hogy a községtanács hatosztályú reáliskola felállítását határozta el. Tartalma az iskola régi irattárában megtalálható német nyelvű másolatból ismerhető meg. Ebből tudjuk, hogy beíratási díjként 2 forintot, egész évi tandíjként 10 forintot, könyvtáralapításra 1 forintot kellett fizetni. 1854. december 25-én Thun miniszter kinevezte a tanárokat, és az iskolát nyilvános joggal ruházta fel.
Az ünnepélyes megnyitó január 13-án, szombaton volt. Weiser igazgató itt fogalmazta meg az iskola – sok tekintetben máig érvényes – filozófiáját, német nyelven: „…A reáliskola feladata a fiatalságot reális, a gyakorlati élethez szükséges és használható ismeretekkel felszerelni. Ezt olyan mértékkel kell megvalósítani, hogy a tanulók az iskolában tanultakat könnyedséggel és biztonsággal tudják alkalmazni az életben. Itt nem használ semmiféle hazug papiros. Minden tanuló egy magára utaló élő bizonyítvány, az életben kell bizonyítania, hogy nemcsak ült és öregedett az iskolapadban, hanem valóban hasznosat tanult… Ezt pedig csak akkor érheti el, ha a gondos iskolai oktatást otthon egyéni szorgalommal megfelelően kiegészíti s alátámasztja…”
Weiser igazgató küldetését végrehajtva visszatért Bécsbe. A városi tanács az iskola vezetését ideiglenesen Stern Istvánra, a tantestület legidősebb tagjára bízta, aki egy morvaországi főelemi iskolából került Pestre. 1855. október elsején a 26 éves Walser Ede lett az első kinevezett igazgató.
Az 1856/57-es tanévben befejeződött a magyar nyelvű párhuzamos képzés. A döntéssel Walser Ede nem értett egyet.
Az 1857/58-as tanévben új otthonába, mai épületébe költözött az iskola. A város községtanácsa már 1854. március 30-án – amikor az oktatási intézmény létesítését elhatározta – új épület építését is tervbe vette. 1854. április 10-én megvette a Kohlbacher-gassében (Zöldkert utca), a mai Reáltanoda utca 7. szám alatt levő Körösi-udvart, amely Nagykőrös város tulajdona volt. A tervrajzot és költségvetést Hild József városi építész készítette el. A négyszög alakúra tervezett háromemeletes épületnek azonban – pénzhiány miatt – csak a homlokzati része és a bal szárnya készült el. Az új iskolaépületet 1857. október 4-én, Ferenc József neve napján adták át ünnepélyes keretek között. A városi tanács nemcsak új épületről, hanem annak korszerű berendezéséről, felszereléséről is bőkezűen gondoskodott. A vegytani laboratórium páratlannak számított az országban, és még a külföldi szakemberek érdeklődését is felkeltette. Létrehozója Preysz Móric, az iskola vegytantanára, aki egyaránt maradandót alkotott a magyar és az egyetemes kémiatudományban. Négy évvel megelőzve a világhírű tudóst, Louis Pasteurt, – akiről a Preysz által kidolgozott módszert elnevezték – már 1861-ben ismertette a tokaji borok utóerjedését megakadályozó kísérleteinek eredményét. Nagy érdemei vannak a pesti víz- és gázvezeték kiépítésében is. Emlékét az iskola bejáratánál márványtábla őrzi. A hatablakos, cserfahéjjal borított, célszerűen berendezett tornaterem is egyedülálló volt a maga korában. Állandóan fejlődött, gyarapodott a természettani és a természetrajzi szertár, valamint a könyvtár is.
Az 1858/59-es évkönyvben Neÿ Ferenc – a későbbi tekintélyes igazgató – érdekes tanulmányt írt a „tanodai fegyelemről”. Álláspontja szerint ennek eszközei a figyelmeztetés, a megrovás, végső esetben az iskolából való eltávolítás. Az intézményen belül a szigorúbb testi fenyítéseket megtiltották.
1859-ben 505 tanulójával a brünni reáliskola után a birodalom legnépesebb iskolája volt. 1860-ban az igazgató már aggodalommal írta: „az alreáltanoda valamennyi osztályát sokkal számosabban látogatják, mint az oktatás érdeke kívánná”. Egyes osztályok tanulólétszáma meghaladta a 100 főt, az első osztályba 160, a negyedik osztályba 101 tanuló járt 1858–59-ben.

### A hatosztályos magyar nyelvű főreáliskola (1861–1875)
Az iskola rövid hat év alatt sokat fejlődött. Azonban egy dolog – a legfontosabb – hiányzott: a diákokat nem magyar nyelven oktatták. Bár Walser Ede igazgató Pestre érkezése után azonnal elkezdte tanulni a magyar nyelvet (korábban ő volt az, aki ellenezte a magyar osztályok megszüntetését).
A Bach-korszak lezárult és a némi enyhülést kihasználva 1860 nyarán a város vezetése határozatot hozott egy önálló, hatosztályú magyar főreáliskola felállítására, vezetésével Ney Ferencet, a magyar nyelv tanárát bízták meg, aki eddig is elhivatottan küzdött a magyar főreáliskoláért. Néhány héttel később egyhangú szavazással megerősítették e tisztségben, és ezzel a következő 33 évben, mint a magyar pedagógiai élet egyik legkiválóbb alakja állt az intézmény élén.
A kedvező kibontakozást az a körülmény is gyorsította, hogy 1861. január 2-án a városi hatóság – az 1848-as törvények szellemében – alkotmányos alapon újjáalakult. Az új hatóság, a közgyűlés – a korábbi községtanács – január 8-án megalakította az iskolai bizottságot, amelynek elnökévé Eötvös Józsefet választotta meg. Másnap az iskolai bizottság – Eötvös vezetésével – megjelent az iskolában (a gimnázium névadója ekkor lépett először a később róla elnevezett intézmény falai közé), és a szülők nyilatkozatát kérték, milyen nyelven kívánják gyermeküket taníttatni. A döntő többség – 78 százalék – Kazinczy, Kölcsey nyelvét, a magyart választotta. A közgyűlésnek ki kellett mondania, hogy a következő tanévtől csak magyar nyelvű reáliskolát tart fenn. Ezzel az első önálló magyar tannyelvű főreáliskola valósággá vált.
1863-ban a helytartótanács törölte az alreáliskolában a magyar történelem tanítását, 1864-ben pedig elrendelte, hogy néhány tantárgyat német nyelven kell tanítani. A tantestület ellenállását Eötvös József is támogatta, így valószínűleg neki is köszönhető, hogy ezeket a rendelkezéseket nem valósították meg.
Hamarosan komoly összegű adománnyal lett gazdagabb az intézmény. 1862-ben Szilágyi István pesti gombkötőmester, akinek a Károlyi utcában állt a műhelye, egész vagyonát, 160 000 forintot (ez ekkor 160 tanár egy évi fizetésével volt egyenlő) adta az iskolának. Az alapítvány kamatait a „szegény pesti mesteremberek fiai nevelési és taníttatási segélyezésére” fordították. A donátor emlékét az 1870-ben a földszint és az I. emelet közötti lépcsőfordulóban elhelyezett tábla, valamint az igazgatói szobában található, az iskola jeles festőművész tanára, Szemlér Mihály által 1876-ban készített festmény őrzi.
1867. február 26-án az iskola tanári testülete tisztelgő látogatást tett a vallás- és közoktatásügyi minisztérium élére kinevezett Eötvös Józsefnél.
Az intézmény tekintélyét növelték a tanári kar által a fiatal iparosok számára ingyenesen tartott ismeretterjesztő előadások. Ugyancsak népszerűek voltak a felnőttoktatási, a vasárnapi és az esti ipariskolai, majd 1869-ben az önkéntes katonák számára szervezett fizikai és kémiai előadások is. Ebben az időszakban Ney igazgató hozzájárulása nyomán Munkácsy Mihály néhány hónapig (1870. május–augusztus) az akkori rajzteremben – a mai díszteremben – dolgozhatott, mivel Pesten kevés olyan megvilágítású műterem volt, amely a nagy vászonra dolgozó művész igényeinek megfelelt volna.
Az 1868-as népoktatási törvény megalkotásakor Eötvös József figyelembe vette Ney Ferenc észrevételeit, javaslatait. Eötvös a reáliskolát a gimnáziummal egyenértékű középiskolává akarta fejleszteni, de tervének megvalósítását 1871. február 2-án bekövetkezett halála megakadályozta. 1872-ben, Eötvös József özvegyének hozzájárulásával az iskola 1863-ban megalakult önképzőköre felvette az „Eötvös József Önképzőkör” nevet.

### A nyolcosztályos reáliskola (1875–1935)
Az 1875. június 8-án kiadott vallás és közoktatásügyi miniszteri rendelet 1875/76. tanévtől kezdve fokozatosan nyolcosztályúvá alakította át a hatosztályú reáliskolát. Tanterve közelített a gimnáziumok tantervéhez és bevezette az érettségi vizsgát. Az iskolaévet 10 hónapról 9-re csökkentette.
1889-ben, 75 éves korában meghalt Ney Ferenc igazgató, aki 33 évig kötődött az iskolához. Elméleti és gyakorlati munkásságával alapvetően hozzájárult a magyar tanítási nyelvű reáliskola és a magyar nevelésügy fejlesztéséhez. Az épület bejáratánál 1979-től látható emléktáblája.
Balló Mátyás, az iskola kémia tanára, egyben a Fővárosi Vegyészeti Hivatal vezetője, 1869–1901 között olyan jól felszerelt laboratóriumban képezte a diákokat, melyben a városháza intézkedésére közegészségügyi és élelmiszer vizsgálatokat is végeztek. A nyolcvanas évektől Budapest lakosságának ugrásszerű megemelkedése miatt ezek a vizsgálatok Balló minden idejét lekötötték, ezért a főváros vezetése iskolánkban tápszervizsgáló intézetet állított fel, megszervezője, első igazgatója természetesen a nagyhírű, külföldön is ismert szaktekintély, az MTA levelező tagja Balló Mátyás lett (1901).
A sok kiváló pedagógus teljes körű felsorolása lehetetlen vállalkozás lenne, azonban mindenképpen említésre méltó az 1903-1939 között itt dolgozó dr. Bodnár Gyula magyar–francia szakos tanár neve, aki meghonosította a rendszeres tanulmányi kirándulásokat és az ifjúsági színjátszást, ahol még a díszlettervezés és -készítés is a diákok feladata volt.
Az iskola ötven esztendős fennállása alkalmából díszünnepséget rendeztek, emlékkönyvet (1905) adtak ki – azóta is ez a szokás a kerek évfordulókon – és megalakították a volt tanítványok egyesületét, melynek első elnöke Alpár Ignác, a gimnáziumban 1871-ben végzett neves építész lett (a II–III. emeleti lépcsőfordulóban emlékezik meg róla a fiatalabb nemzedék).
A század első évtizedeiben még jobban megerősödött a reáltantárgyak oktatása: a fizikai, kémiai és a műhelygyakorlat, rendszeressé vált a gyakorlati nyelvoktatás.

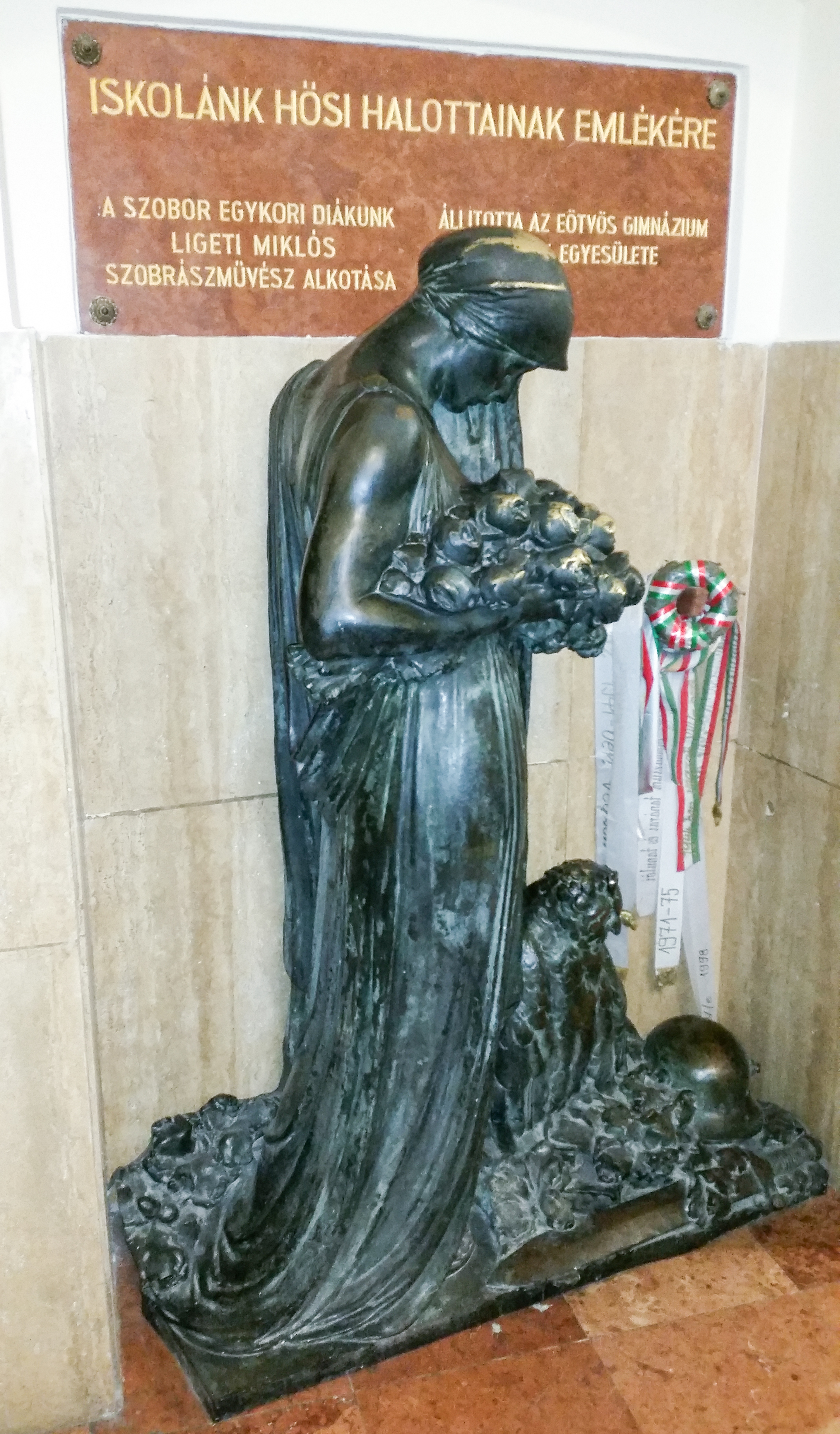
A hősi halottak emlékműve az iskola főlépcsőházában

A négy évig dúló és pusztító első világháború sajnos a gimnáziumot is súlyosan érintette. Az iskola hősi halottainak nevét a bejáratnál található márványtáblán őrzik, az I–II. emeleti lépcsőfordulóban pedig Ligeti Miklós szobrászművész – egykori Eötvös-diák – alkotása emlékezik meg róluk. Ez a legnépszerűbb szobor a gimnáziumban, mert Eötvös-hagyomány, hogy aki reggelente megsimogatja a központi alak fejét, elkerüli az aznapi felelést. Tíz tanár és sok tanuló bevonultatása, a fokozódó szegénység komoly nehézségeket okozott. 1918 őszén a spanyolnátha-járvány miatt szünetelt a tanítás.
Az őszirózsás forradalom alatt tengerészkülönítmény szállta meg az iskolát. 1918. október 29-én reggel, a Magyar Nemzeti Tanács mellett működő és a fegyveres felkelést előkészítő katonatanács az épületben rendezte be főhadiszállását. Ekkor és a Tanácsköztársaság hónapjai alatt új tanárokkal bővült a tanári kar, a változás természetesen nehéz feladat elé állította az egész oktatásügyet. „Ezekben az években a városi politikában a szabadelvű iránynak egyre balrább tolódó szárnya uralkodott… A politikai nyomás hatása alatt szinte tüntetően kezdtek intézetünkbe szivárogni olyan tanerők, akik maguk sem csináltak titkot radikális gondolkodásukból. Mint modern felvilágosultak szerepeltek az iskolában, az olyan nehezen ellenőrizhető tanári munka leple alatt terjesztették radikális felfogásukat, és az arra alkalmasnak látszó tanulókat a Galilei-körbe irányították. A tanári testületnek tudomása volt ezekről, voltak akik szóvá tették a dolgot. Erre mindig az volt a felelet, hogy a Galilei-körben csupán szociológiával, ezzel az iskolából mostohán kizárt fontos új tudománnyal foglalkoznak, és csak előnyére válik ifjúságunknak, ha szélesebb látókörrel lépnek ki a világba.” – olvasható a Hetvenötéves Eötvös József Reáliskola Emlékkönyvének 86–87. oldalán. A háború, a Tanácsköztársaság, a fehérterror évei után lassan visszatért a régi kerékvágásba az oktatás.
Az iskola 1921-ben vette fel Eötvös József nevét. A hagyományok tiszteletére mindig nagy hangsúlyt fektető Eötvös József Gimnázium 1923-ban Baráti Egyesületet hozott létre, amely ma is működik.
A hetvenöt éves évkönyvben krónikaíró rögzíti: „1925 nyarán a villamos világítást minden helységbe bevezették, s emiatt a tanítás csak szeptember 18-án kezdődhetett.”
1925-ben alakult az Ifjúsági Bélyeggyűjtők Egyesülete és a Sakk-kör.
Az önképzőkör természettudományi szakosztálya 1928-ban rádiókiállítást rendezett a tanulók munkáiból. A postaigazgatóság engedélyével leadóállomást létesítettek, melynek adását Rómában is fogták. A szaksajtó és a napilapok egyaránt elismeréssel szóltak a diákok teljesítményéről, a kiállítás színvonaláról.
A 75 éves jubileum évében komoly kutatómunkával összeállították a volt tanulók és a hősi halottak névsorát. Az öregdiákok, hogy megörökítsék a kerek évfordulót, plakettet készíttettek Martinelli Jenő szobrászművésszel, aki szintén e iskola falai között tanult.

### A nyolcosztályos gimnázium (1935–1945)
1935-től az első osztály gimnáziumi osztály lett, és 1942-re teljessé vált a nyolcosztályos képzés.
Az iskola mindig időben figyelt fel a tudomány és a technika vívmányaira, így vezette be elsőként az országban a filmoktatást a harmincas évek közepén. Az 1935/36-os tanévben öt tantermet rendeztek be filmvetítésre alkalmasnak, és 17 filmvetítéssel egybekötött tanítást tartottak a földrajz, természetrajz, fizika, egészségtan óra keretében. Nevezetes újítás volt a faműhely létesítése, amellyel a fizikai munka megszerettetése, a kézügyesség fejlesztése volt a cél. A legügyesebbek hegedűkészítéssel is megpróbálkozhattak.
A dr. Bognár Gyula tanár által korábban meghonosított tanulmányi kirándulások változatlanul népszerűek voltak. 1933/34-ben a főváros megvalósította a rendszeres kirándulóvonatokat azzal a céllal, hogy középiskolás évei alatt minden budapesti tanuló – elfogadható áron – megismerhesse a hazáját. A sikeres megvalósítás érdekében a főváros Bognár Gyulát kiadványok, térképek összeállításával, komoly szervezési feladattal bízta meg. Az ifjúság életét színesítette a cserkészmozgalom is.
A második világháború sok fájdalmat okozott a gimnázium életében, tíz tanárnak kellett bevonulnia. 1944 szeptemberétől az első és második emeleti tantermeket a német katonaság vette igénybe. Ugyanekkor érte az épületet az első bombatámadás, amely megsemmisítette a műhelyberendezéseket és a fizika szertár anyagának jó részét. Az 1945 januári bombázás következtében a Károlyi utcai épületszárny a pincéig beomlott, elpusztultak az iskola országos hírű rajz-, ábrázoló, kémiai és fizikai múzeumai, szertárai, valamint a régi tanárok és növendékek tudományos és művészi alkotásainak összegyűjtött eredeti darabjai illetve másolatai, egyéb fontos dokumentumok. Az ostromzár idején az iskola cserkészei, a Diákkaptár tanulói 24 darab négykerekű kiskocsival a svéd és a svájci vöröskereszt által adományozott élelmiszerekkel látták el a menhelyeket. Miután Pesten véget ért az ostrom, az iskola itt élő tanárai, diákjai azonnal megkezdték a romeltakarítást, az épen maradt berendezési tárgyak felkutatását és összegyűjtését.

### A négyosztályos gimnázium (1945–1992)
Az 1945/46-os tanévben a gimnázium első osztálya helyett az általános iskola ötödik osztálya indult, majd fokozatosan négyosztályos gimnáziummá alakult át az iskola.
A centenárium évében – a korábbi hagyományoknak megfelelően – mindent megtettek azért, hogy megkeressék – 1920-ig visszamenőleg – az itt végzetteket. 1953. november 11-én a Bartók-teremben híressé vált öregdiákok közreműködésével ünnepélyes hangversenyt rendeztek. Például Karinthy Ferenc saját elbeszélését olvasta fel, Beethoven B-dúr zongoratriójának 2. és 3. tételét Hernádi Lajos, Balassa György és Banda Ede adták elő.
A gimnázium 1955-ben „100 érdemes és eredményes munkássága elismeréséül” az Elnöki Tanács Munka Vörös Zászló Érdemrend kitüntetését nyerte el. „Nem szégyellhetjük ma sem e megbecsülést, sőt emlékét őrizzük, de valljuk, hogy feltűnő címek nélkül is lehet és kell tisztességesen, eredményesen dolgozni.” – nyilatkozott erről a gimnázium igazgatója, Doba László az 1993/94-es Eötvös-évkönyvben.
Antall József Magyarország néhai miniszterelnöke révén az Eötvös József Gimnázium is belekerült az 1956-os események sodrába. Az iskola forradalmi bizottságot választott, és ennek elnöke az akkor itt tanító fiatal történelem szakos tanár, Antall József lett. A forradalom leverése után távoznia kellett az Eötvös Gimnáziumból. Volt tanítványai 1994 márciusában márványtábla elhelyezésével tisztelegtek emlékének, melyet az I–II. emeleti lépcsőfordulóban láthat az érdeklődő.
Az 1957/58-as tanévben újból megalakult a gimnázium nagy hagyományokkal rendelkező Eötvös József Önképzőköre. A kör tagjai színvonalas megemlékezéseket, vitákat, önálló szerzői és előadóesteket rendeztek.
1961. május 4-én leleplezték az Ambrózy Sándor szobrászművész által alkotott Eötvös József mellszobrot a főbejárat előtt. 1962 májusától kezdődően minden évben megrendezik az Eötvös (Ifjúsági) napokat.
Az utolsó negyven év eseményei közül mindenképp meg kell említeni, hogy 1971. február első hetében az Eötvös-napok keretében emlékezett meg a gimnázium tanári kara és a diákság a névadó halálának századik évfordulójáról. Az Eötvös-napok azóta már október végén zajlanak, nagy népszerűségnek örvendve a tanulók és az oktatók között egyaránt. A különböző sportesemények és vetélkedők, az utolsó napi fáklyás felvonulás mindig érdekes és izgalmas élményt jelentenek.
A 125 éves jubileum évében, 1978. november 20-án, az Erkel Színházban 2500 néző előtt hagyományosan Eötvös-öregdiákok, tanárok adtak műsort. Az ünnep tiszteletére a második emeleten „Mit adott az Alma Mater a nemzetnek?” címmel rendezett kiállításon volt neves tanulók és tanárok alkotásait láthatták az érdeklődők.
1925/26-os tanévben az iskolában alakult meg Magyarországon a második ifjúsági bélyeggyűjtő szakkör, melynek 50 éves jubileumára kiállítást szerveztek 1976-ban. Az erre az alkalomra kiadott, Eötvös Józsefet ábrázoló bélyeget olyan bélyegzővel látták el, melyen a gimnázium épülete látható.
Érdekes információkat az Eötvös Évkönyv egyes számainak böngészésével szerezhet az érdeklődő. Köszönhető ez két másodikos diáknak, Nagy Ádámnak és Tarr Zoltánnak, illetve segítőiknek, akik az 1987/88-as tanévben, 22 esztendős szünet után felelevenítették az iskola alapításáig visszanyúló hagyományt, és Kiss István, az iskola címzetes igazgatója segítségével ismét összeállították az évkönyvet, amely azóta is minden évben megjelenik.
1951–1989 között nyolc igazgató váltotta egymást, a gimnázium 1945 utáni történetében először 1989-ben a tantestület maga választotta meg az igazgatót, Doba László személyében.
A rendszerváltást követően, 1990 tavaszán szülői kezdeményezésre az iskola névadójáról elnevezett alapítvány jött létre. A szülőkből, tanárokból és diákokból álló kuratórium tanulmányi és szociális ösztöndíjakról dönt, amikor egyéni és csoportos támogatásokat, külföldi ösztöndíjakat, nyári táborokat, oktatási eszközök beszerzését segíti. 1997-ben ezen kívül még hat, különböző tanulmányi célt támogató alapítvány él a gimnáziumban.
1990-től a harmadik emeleten kialakított – Nagy Attila Csaba és Paizs Péter, a tantestület két pedagógusa által tervezett – háromszáz személyes díszterem ad otthont a nagyobb rendezvényeknek. Itt helyezték el az 1995 januárjában a 140 éves jubileum tiszteletére Somogyi Győző Eötvös Józsefet ábrázoló olajfestményét. A díszteremhez vezető folyosón állandó – és folyamatosan bővülő – kiállítás látható a gimnázium történetével kapcsolatos dokumentumokból, tárgyakból.

### A hatosztályos gimnázium indulása
1992-ben indult újra a hatosztályos gimnázium. Az iskolatípus iránti érdeklődés folyamatos, átlagosan 8–10-szeres a túljelentkezés. Sikerét igazolja, hogy az „Eötvös-modellt” választotta Magyarország számos gimnáziuma Pannonhalmától Makóig.
Mind tartalmában, mind esztétikus, igényes megjelenésében egyedülálló a gimnázium történelemtanárai által írt hatkötetes, a világtörténelmet felölelő sorozat. Már az ország számtalan középiskolájában e történelemkönyveket használják. A gimnázium vezetése tervezi – a hatosztályos képzés követelményeit szem előtt tartva –, hogy a többi tantárgyból is saját könyveket készít, a történelmen kívül elkészült a földrajz és a verstan oktatásához szükséges anyag is.
Az iskola diákjai jól szerepelnek az országos versenyeken: angol, német, olasz, orosz, francia nyelvekből, matematikából, történelemből, magyar nyelv és irodalomból, fizikából, kémiából, számítástechnikából. Kosárlabdázóink is folyamatosan kiváló helyezéseket érnek el mind fővárosi, mind országos szinten. Az Eötvös-diákok szakmai és kultúrtörténeti vetélkedőkön öregbítik a gimnázium hírnevét. Az 1991-ben újjáalakult kórus is egyre előkelőbb helyet foglal el a zenei életben. 1996-ban a Magyar Rádió gondozásában elkészült az együttes műsoros kazettája. Ugyanebben az évben – a luxemburgi nagyherceg és Göncz Árpád köztársasági elnök meghívására – Luxemburgban énekeltek a Munkácsy-kiállítás megnyitóján. A számos siker közül a legutóbbit említve, 1997-ben a VI. Budapesti Nemzetközi Kórusversenyen ismételten arany diplomát kaptak.
Jól felszerelt számítógépes szakterem és nyelvi labor áll a diákság rendelkezésére.
1997 februárjában kezdődtek meg az építési munkálatok, melynek eredményeként szeptembertől tágas, kulturált ebédlő – megszüntetve az eddigi szűkös lehetőségeket – és sportolásra alkalmas helyiségek várják a diákokat.
2023 nyarán több pedagógus is felmondott a státusztörvény megszavazása miatt.

## Az iskola könyvtára
A könyvtárhoz kapcsolódva feltétlenül meg kell említeni a jeles könyvtárost (1967-től), Jobbágy Károlyt, akinek neve kétszeres József Attila-díjas költőként, műfordítóként is ismert. Alapos kutatómunka nyomán megírta a könyvtár történetét, és igyekezett rendszerezni a felgyűlt állományt. Az alábbi pár sor is döntően az ő megállapításaira épül.
A könyvtár egyidős az iskolával, tudjuk, hogy a legelső, 1854-es beiratkozáskor 1 forintot kellett fizetni a könyvtáralapítás céljára. A könyvtár fenntartására illetve gyarapítására későbbiekben is áldoznia kellett minden tanuló szüleinek. Az így összegyűlt pénzből főleg 19. századi német nyelvű műveket vásároltak. Az 1850-es évek végén Ney Ferenc az intézmény lelkes magyartanára, majd legendás igazgatója azt tapasztalta, hogy a könyvtár állományában kevés a magyar nyelvű kiadvány. 1862-ben 1624 kötet közül csak 400 tartozott ide. Ney ekkor a legjelentősebb folyóiratok hasábjain felhívással fordult a hazafias érzelmű honfitársakhoz. Felkérésére a mai napig élő nemes hagyomány teremtődött meg: az iskola tanárai és diákjai rendszeresen adományoztak értékes munkákat, komoly gyűjteményeket a könyvtárnak. A muzeális kincsek is feltehetően ezekből a nagylelkű adományokból származnak. Köztük olyan értékek találhatók, mint Rotterdami Erasmus 1528-ból való Adagiorum Opusa, Horatius Flacci Operája 1546-ból, Bonfini Rerum Ungari 1581-ből, vagy Pázmány Péter Kalauzának 1655-ös kiadása.
Az első időkben csak a tanárok számára működő könyvtár a századfordulóra ifjúsági könyvtárral is bővült, majd kialakult a szegény diákok könyvtára. A rászorulók minden tanév elején ingyen kölcsönözhették a számukra szükséges tankönyveket.
A hosszas gyarapodás után a '40-es években – feltehetőleg két selejtezés során – drasztikusan csökkent az állomány. 1958-tól kezdve az iskolának már egy könyvtára volt, azonban ezen belül még mindig külön egységként kezelték a régi tanári, ifjúsági és segélykönyvtárt. 1971-től az oktatási tárca rendelete végleg egységesítette az iskolakönyvtárakat. Napjainkra a könyvtár mindegy 40 000 kötettel rendelkezik. A korábbi segélykönyvtár sem tűnt el teljesen, ma is létezik egy olyan részleg, ahol a tankönyveket gyűjtik.
Jobbágy Károly – az utókorra gondolva, a könyvtár falain távolabbra tekintve – létrehozott egy figyelemreméltó kéziratgyűjteményt is. Megkereste író- és költőtársait, hála kezdeményezésének, ma már irodalomtörténeti értékű kéziratok vannak a gimnázium birtokában. Többek között Illyés Gyula, Nagy László, Simon István, Képes Géza, Váci Mihály vers kézirata, Németh László, Lengyel József, Veres Péter prózai művének kézirata, írók-költők dedikált fényképei gazdagítják a könyvtárt.

## Diákélet

### Diákönkormányzat (Eötvös DÖ)

#### A Diákönkormányzat történelme
A tanulók érdekvédelmének kezdetét jelentette, amikor 1964-ben az Eötvös napok keretében a KISZ szervezésében megtartották az első diákparlamentet. A hetvenes és nyolcvanas években is megmaradt ez a fórum, s az iskolai újság beszámolói szerint a beszélgetés és vita egyre oldottabb légkörben zajlott. Előkerültek mind a kis (köpeny, szünetek, dohányzás, R-Gárda), mind a nagy (iskolai légkör, a KISZ szerepe, a diákság érdekképviselete) témák is, de a lényeg az volt, hogy a diákság tanulta a vitatkozást mind társaival, mind tanáraival, sőt az igazgatóval is, aki mindig részt vett a parlamenten.
Az iskolai Diákönkormányzat, bár az oktatási törvény csak 1987 szeptemberétől tette lehetővé ilyen szervezetek létrehozását, már a tanév elején megalakult, s ezzel egyike lett az ország első középiskolai diákönkormányzatainak. A szervezetbe minden osztály és minden öntevékeny diákkör küldhetett egy-egy képviselőt, és kezdetben a KISZ Bizottság is delegálhatott egy tagot. Az önkormányzat kettős feladata a diákság érdekeinek és jogainak képviselete, és a diákprogramok megszervezése és lebonyolítása volt. Az első feladatkörnek jobbára csak a kétezres évektől kezdve felel meg, hiszen ekkor alakult meg a Diákkormány, és a Diákparlament sem évente ülésezik, hanem havonta tart megbeszéléseket.

#### A Diákönkormányzat működése
A DÖ működésének legalapvetőbb szabályait saját Alkotmányában (hivatalosan: Szervezeti és Működési Szabályzat) határozza meg. A diákok közvetlenül választják meg a Diákönkormányzat Elnökét, aki a DÖ felelős vezetője (és általában a Kormányé is). A Kormány a DÖ fő végrehajtó szerve, míg a Parlament az elsődleges döntéshozó szerv. A Parlament szavazó tagjai a képviselők. Az iskola osztályai egy-egy képviselőt jogosultak választani és aláírásgyűjtés után az iskola diákkörei (például diákpártok) támogatottságuknak megfelelően választhatnak képviselőket. A diákönkormányzat évente diákközgyűlést (diákfórumot) tart és a diákok közötti népszavazást is tart, ha erre van igény.

### Iskolarádió (Eötvös Sulirádió)
A gimnázium iskolarádióját egy (a DÖ hatáskörébe tartozó) diákkör üzemelteti és az a tanítási órák közti szünetben zenei műsort nyújt az iskolapolgároknak.

### Eötvös Napok
Az Eötvös Napok a Diákönkormányzat által szervezett legnagyobb 3 napos program, amely minden év őszén kerül megrendezésre. Ez alatt az osztályok lehetőséget kapnak érdekes játékok, versenyek és sportesemények megrendezésére, amelyekkel csak úgy, mint a programokon való részvételért pontokat gyűjthetnek, és a legtöbb pontot összegyűjtő osztály nyer egy szabad napot. Az Eötvös napok első legnagyobb programja a Gólyabál, amelyre a gólyaosztályok szeptembertől kezdve készülnek a bemutatkozásukkal és cserébe a Diákelnök Eötvös-diákokká avatja őket és az iskola diákjai és tanárai meglepetéssel kedveskednek nekik. Másnap reggel kezdődnek az előadássorozatok, ahol diákok, tanárok és meghívott vendégek egyaránt tarthatnak előadásokat különböző témákról, mint például interaktív táncbemutatók, bűvészbemutatók, élménybeszámolók világkörüli utakról és elismert előadók élménybeszámolóiról. Másnap este kerül megrendezésre a Ki Mit Tud?, amelyen az iskola diákjai bemutathatják tehetségüket az egész iskola előtt. Amikor nincs közös nagyprogram, folyamatosan zajlanak különböző játékok és sportesemények, mint például Twister, Egy perc és nyersz vagy akár tanár-diák kosármeccs és Quidditch. Nagy sporteseménynek számít a hagyományos 12 órás foci, amely szombat este 6-tól vasárnap reggel 6-ig tart és alatta folyamatos filmvetítéseken, további játékokon, táncokon vehetnek részt a diákok.

### Iskolaújság
A tanulók által szerkesztett diáklap indítását választmányi határozat szolgalmazta 1930-ban. Első szerkesztője Szabó Miklós VIII. osztályos tanuló lett. 1937-ig nyomon követhető a kisalakú, 22 oldalas kiadvány élete. A háborús évek alatt hallgatott a lap, majd 1955 februárjában megjelent a Veres Pálné Gimnáziummal közösen kiadott Diákélet. Ugyanezen év októberében ismét önállósult és a fejlécen azóta is „Eötvös-diák” felirat olvasható. A kiadvány az 1980-as években mindig a legszínvonalasabb diákújságok között szerepelt, elnyerve "a legjobb diákújság" címet. Ennek a szellemnek, elvárásnak igyekszik most is eleget tenni az évente többször megjelenő Eötvös-diák.
Az Eötvös Diák megnyerte a 23. DUE Országos Ifjúsági Sajtófesztiválon az ország legjobb iskolaújsága díjat a középiskolai kategóriában.

### Eötvös Tábor
1958-ban a gimnázium tanárai Kiss István tanár, a Baráti Kör örökös elnökének kezdeményezésére a szülői választmány és a diákok elhatározták egy „vízitelep” megépítését. A választás Balatonfenyvesre esett, ahonnan lenyűgöző látvány nyílik a szemben levő Badacsonyra és a környék hegyeire. A tanárok és a diákok – nem kis részben a szülők segítségével – felépítették a tábort, amely immáron nyaranta 600 diáknak ad lehetőséget a vízi és egyéb sportok gyakorlására a jó levegőn. Ehhez kapcsolódik az a kedves hagyomány, hogy az első osztályba beiratkozók itt, a „nulladikos tábor” keretében ismerkedhetnek egymással, tanáraikkal és kapnak az idősebb társaktól hasznos gyakorlati útmutatást az iskolai hétköznapokra. Az évente megszervezett tanulmányi táborok keretében mindenki érdeklődésének megfelelő tantárgyból bővítheti tudását.

### Nemzetközi kapcsolatok, csereprogramok
Az iskola németországi, szlovén, olasz, francia és erdélyi gimnáziumokkal tart fenn kapcsolatot. Minden évben csereutazások keretében ismerkedhetnek meg a diákok egymás országával.

## Az iskola igazgatói
A 150 év alatt 15 kinevezett igazgató vezette a gimnáziumot:
1. Weiser József (1854–1855) megbízott igazgató
2. Stern István (1855) megbízott igazgató
3. Walser Ede (1855–1860)
4. Ney Ferenc (1860–1889)
5. Báthory Nándor (1889–1905)
6. Kiss E. János (1905–1906) megbízott igazgató
7. dr. Weszely Ödön (1906–1909)
8. dr. Kopp Lajos (1909–1924)
9. dr Erődy Kálmán (1924–1941)
10. Ghymes Béla (1941–1946)
11. Székely Károly (1946–1951)
12. dr. Lengyel Dénes (1951–1952)
13. dr. Donászy Ferenc (1952–1961)
14. Zentai Károly (1961–1962) megbízott igazgató
15. dr. Fodor József (1962–1964)
16. Paál József (1964–1976)
17. Barek István (1976–1984)
18. Dömsödi Jánosné (1984–1989)
19. Doba László (1989–2009)
20. Moss László (2009–2024)
21. Kampós András (2024-)

## Rangsor
|     | 2018 | 2019 | 2020 | 2021 | 2022 | 2023 | 2024 | 2025 |
| --- | ---- | ---- | ---- | ---- | ---- | ---- | ---- | ---- |
| HVG | 2    | 3    | 3    | 1    | 1    | 2    | 2    | 1    |

## Híres tanárok, diákok
A gimnáziumban számon tartják az iskola falai között tanult és tanított híres embereket. Alexits György Kossuth-díjas akadémikus matematikát és fizikát tanított 1938 és 1944 között. Dr. Király György kiváló tanár és tudós filológus emlékét is ápolják. Megemlítendő továbbá Riedl Frigyes, Alpár Ignác neve is. A gimnázium tanára volt még Kondor Gusztáv matematikus, csillagász, Bárczi Géza nyelvész, Ádám Jenő zenetörténész, Forrai Miklós kórusvezető, Pósa Lajos író, Dombi József művészettörténész.
Az iskolában tanult Karinthy Ferenc – aki tanítás után gyakran benézett a Reáltanoda utca folytatásában található, a Károlyi és az Irányi utca sarkán levő Central Kávéházban üldögélő édesapjához –, Keleti Márton filmrendező, Banda Ede gordonkaművész, Eck Imre balettművész, koreográfus és számos, humán foglalkozást választó híresség. Igazolva, hogy a reáliskolában odafigyeltek a humán érdeklődésű gyerekekre és magas színvonalú képzés volt valamennyi tantárgyban.
A teljesség igénye nélkül néhány híres itt tanuló: Alpár Ignác, Antall József, Apró Piroska, Arató Gergely, Bakacsi Béla, Dobrev Klára, Egressy Zoltán, Gundel Károly, Horváth Virgil, Hubay Jenő, Jeszenszky Zsolt, Kardos Edina, Kolosi Péter, Lechner Ödön, Lajta Béla, Léner András, Litkai Gergely, Moldoványi Ákos, Ónodi Eszter, Polinszky Károly, Róth Miksa, Sasvári Sándor, Schulek Frigyes, Steindl Imre, Szántó Szandra, Szabó Gál András, Tarr Zoltán, Ungváry László, Zala György.
„Az Eötvös Gimnázium történelme során mindig azzal emelkedett az azonos típusú iskolák fölé, hogy hangulata van, hogy programja van, hogy szigorú, de emberséges követelményt állít tanulói elé” – foglalta össze az iskola jellemzőit Doba László igazgató a 140. évfordulón megjelent jubileumi évkönyvben közreadott írásában. „Nem pihenhet meg senki önárnyékában” – Eötvös József aforizmáját megfogadva az iskola vezetése ma is azon fáradozik, hogy a patinás névhez hűen keresse a további lehetőségeket az oktatás színvonalának emelésére.

## Híres sportolók
A sporttevékenység lehetősége a zsúfolt Belvárosban igen behatárolt. Ennek ellenére az Eötvös Gimnázium két tornatermében, az udvaron, a kondicionáló teremben, a „dühöngőben” és az iskola szervezésében a margitszigeti Sportuszodában évtizedeken keresztül eredményes sportélet zajlott. A diáksportkör keretében minden évben labdarúgó-, kosárlabda-, úszó-, asztalitenisz- és sakk-házibajnokságokon vesznek részt az osztályok, továbbá téli és nyári sporttáborok, sítúrák is színesítik a választási lehetőségek palettáját. 1985-től működik az Eötvös József Gimnázium Öregdiák Sportolók Baráti Köre, mely évente két alkalommal tart rendezvényeket.
Az iskolában végzett, neves sportolók a teljesség igénye nélkül:
- Bakó Pál, öttusázó
- Bauer Rudolf, diszkoszvető[9]
- Bródy György, vízilabdázó
- Cserkúti József, autóversenyző
- Csizmadia István, kajakozó
- Elbert Gábor, sportszakállamtitkár (2006-2008)
- Felkai László, vízilabdázó
- Fenyvesi Csaba, vívó[9]
- Ferjáncz Attila, autóversenyző
- Haán András, kosárlabdázó, vitorlázó, szívsebész[9]
- Hájas Katalin tanszékvezető, Magyar Arany Érdemkereszttel kitüntetett táncművész
- Kamuti Jenő, vívó
- Kásás Zoltán, vízilabdázó
- Keserű Lajos, vízilabdázó
- Koczka Pál, kosárlabdázó
- Rajki Béla, úszó, vízilabdázó[9]
- Sárosi György, labdarúgó
- Szőcs Zsuzsanna, vívó[9]
- Traply Péter, pókerjátékos
- Vincze Balázs, vízilabdázó